# 캐나다 프랑스 하와이 망원경

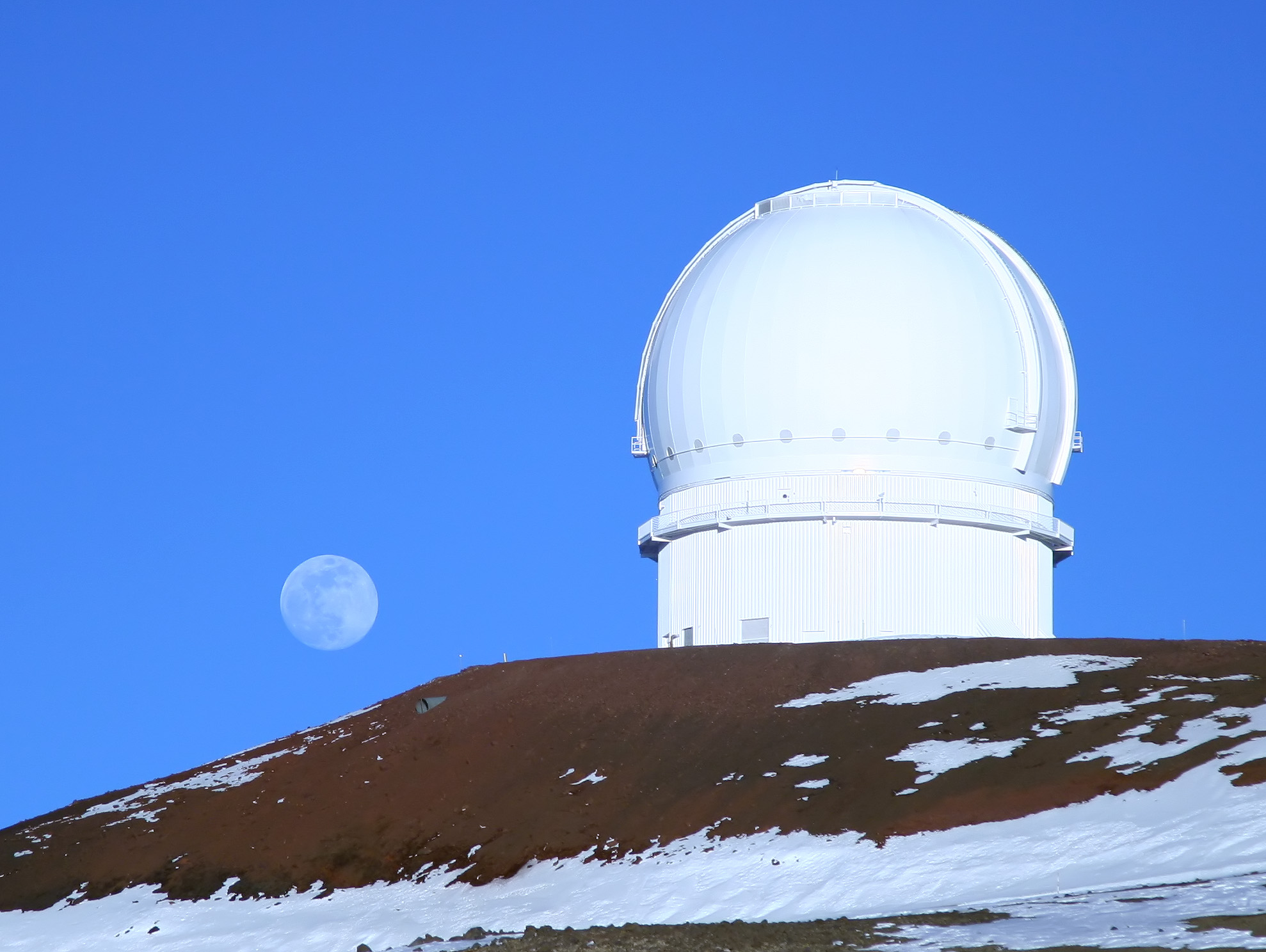
해질녘의 캐나다 프랑스 하와이 망원경

캐나다 프랑스 하와이 망원경(Canada-France-Hawaii Telescope, CFHT)은 하와이섬 마우나케아에 위치한 구경 3.58m의 천체망원경으로, 1979년 이후로 운영되었다.
망원경에는 다음과 같은 최신 장비가 탑재되어 있다.
- 메가프라임: 광시야, 높은 분해능을 갖춘 36개 CCD의 모자이크로 구성되었다. (3억 4천만 픽셀)
- WIRCam: 4개의 적외선 감지기를 모은 것으로, 16메가픽셀이다.
- ESPaDOnS: 분광기 / 분광편광계이다.